# Laophonte cesareae
Laophonte cesareae är en kräftdjursart som beskrevs av Por 1964. Laophonte cesareae ingår i släktet Laophonte och familjen Laophontidae. Inga underarter finns listade i Catalogue of Life.